# 이성진 (작가)
이성진(李成震, 1981년 10월 2일 ~ )은 미국의 각본가이자 연출가다. 넷플릭스 시리즈 "성난 사람들"을 연출한 것으로 잘 알려져 있다. 이 시리즈로 2023년 프라임타임 에미상을 수상했다.